# Arméns musikkår

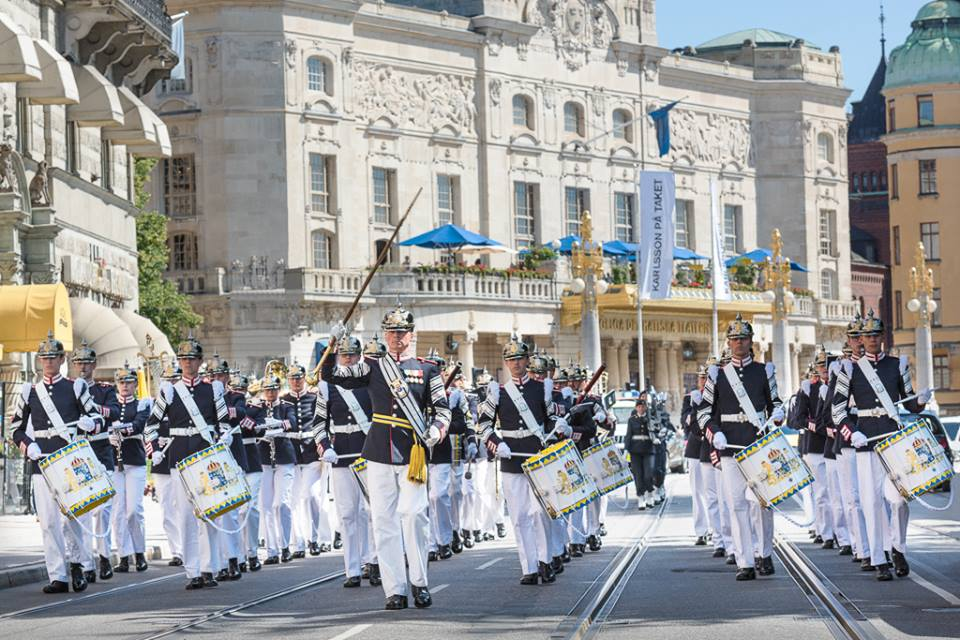
Das Arméns Musikkår bei einer Wachtparade

Das Musikkorps der Leibgarde zu Fuß (Arméns musikkår) ist das Blasmusikkorps des Schwedischen Heeres in der Hauptstadt Stockholm.
Es wird zusammen mit dem Leibbataillon der Leibgarde für den protokollarischen Ehrendienst zu Fuß eingesetzt. Hierzu zählen das Staatszeremoniell des Königs, der Regierung, des Reichstages und der Generalität sowie Paraden bei der Wachablösung. Auch Konzerte mit dem großen sinfonischen Blasorchester sowie mit kleineren kammermusikalischen Besetzungen gehören zum Betätigungsfeld. Im Heeresmusikkorps dienen 60 Militärmusiker, die analog zum Leibbataillon mit der Paradeuniformen m/1886 der Leibgarde ausgestattet sind. Führungskommando für den Militärmusikdienst der Schwedischen Wehrmacht ist der Stab Militärmusik Försvarsmusiken (FöMus).

## Geschichte
Das heutige Heeresmusikkorps der Leibgarde wurde 1982 als Heeresmusikzug in Strängnäs aufgestellt und 2006 nach Stockholm verlegt. Zum 1. Januar 2010 erfolgte die Umbenennung in „Heeresmusikkorps der Leibgarde“. Das alte Musikkorps der Leibgarde wurde von König Gustav I. Wasa 1536 in Stockholm durch Anwerbung von „Jacob Trommler“ und „Feilinz Pfeifer“ aufgestellt. Es war mit der Leibgarde an den schwedischen Feldzügen bis 1815 beteiligt. Das Musikkorps der Leibgarde wurde 1957 mit allen professionellen Musikkorps von Heer, Kriegsmarine und Luftstreitkräfte zur Militärmusik unter einem Fachbereichsleiter und Inspekteur der Militärmusik zusammengeführt. Die 25 Musikkorps der Militärmusik wurden 1971 in die „Regionsmusik“ außerhalb der Streitkräfte überführt und 1988 aufgelöst.
Das Heeresmusikkorps nimmt mit jährlich etwa 240 Vorführungen einen festen Platz im Musikleben Stockholms ein, darunter regelmäßige Konzerte in der Berwaldhalle und dem Konserthuset. 2013 wurde das Heeresmusikkorps der Leibgarde in Afghanistan und 2014 im Kosovo für musikalische Zwecke eingesetzt.

## Besetzung
3 Flöten, 10 Klarinetten, 2 Oboen, 2 Fagotte, 4 Saxophone, 5 Waldhörner, 8 Trompeten/Kornette, 4 Posaunen, 2 Euphonien, 3 Tuben, 3 Schlagzeuger, 6 Marschtrommeln und 1 Kontrabass.

## Uniformen
- Paradeanzug: Helm mit Busch, Waffenrock, Hosen (weiß im Sommer), Stiefel, Gürtel (Schärpe nur bei Portepéeträgern), Degen (nur Portepéeträgern), weiße Handschuhe, Epauletten
- Dienstanzug: Wie Paradeanzug, aber Helm ohne Busch, Schulterstücke
- Kleiner Dienstanzug: Wie Dienstanzug, aber mit Mütze, weiße oder schwarze Handschuhe

## Galerie

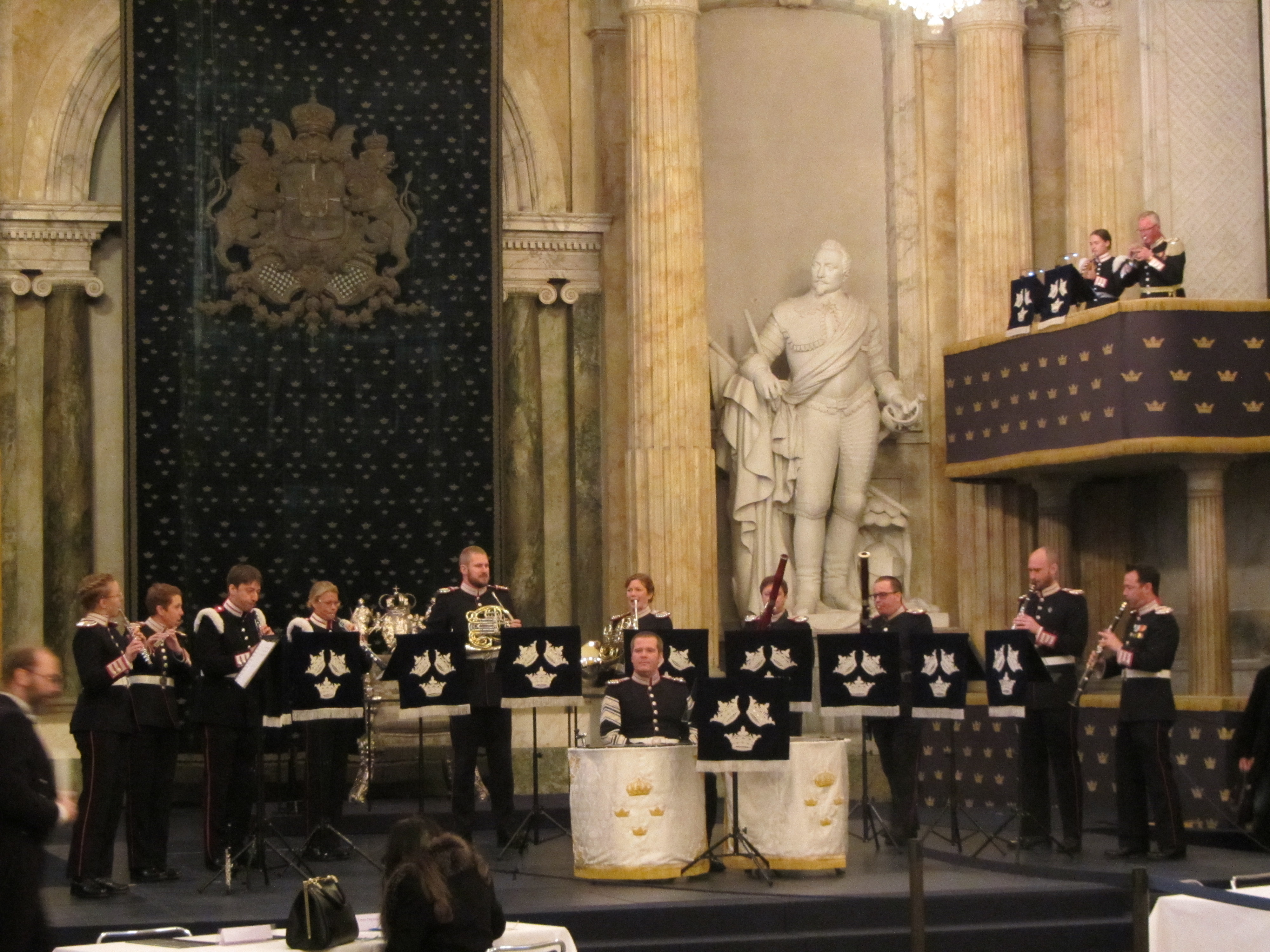
Auftritt im Reichssaal des königlichen Schlosses Stockholm
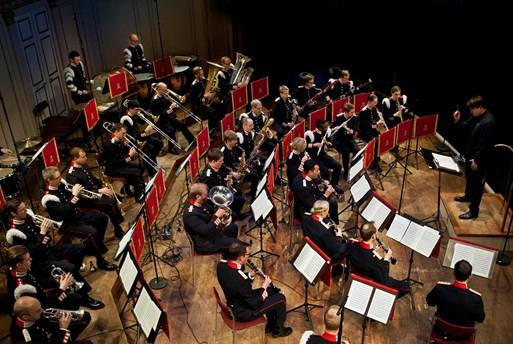
Konzert
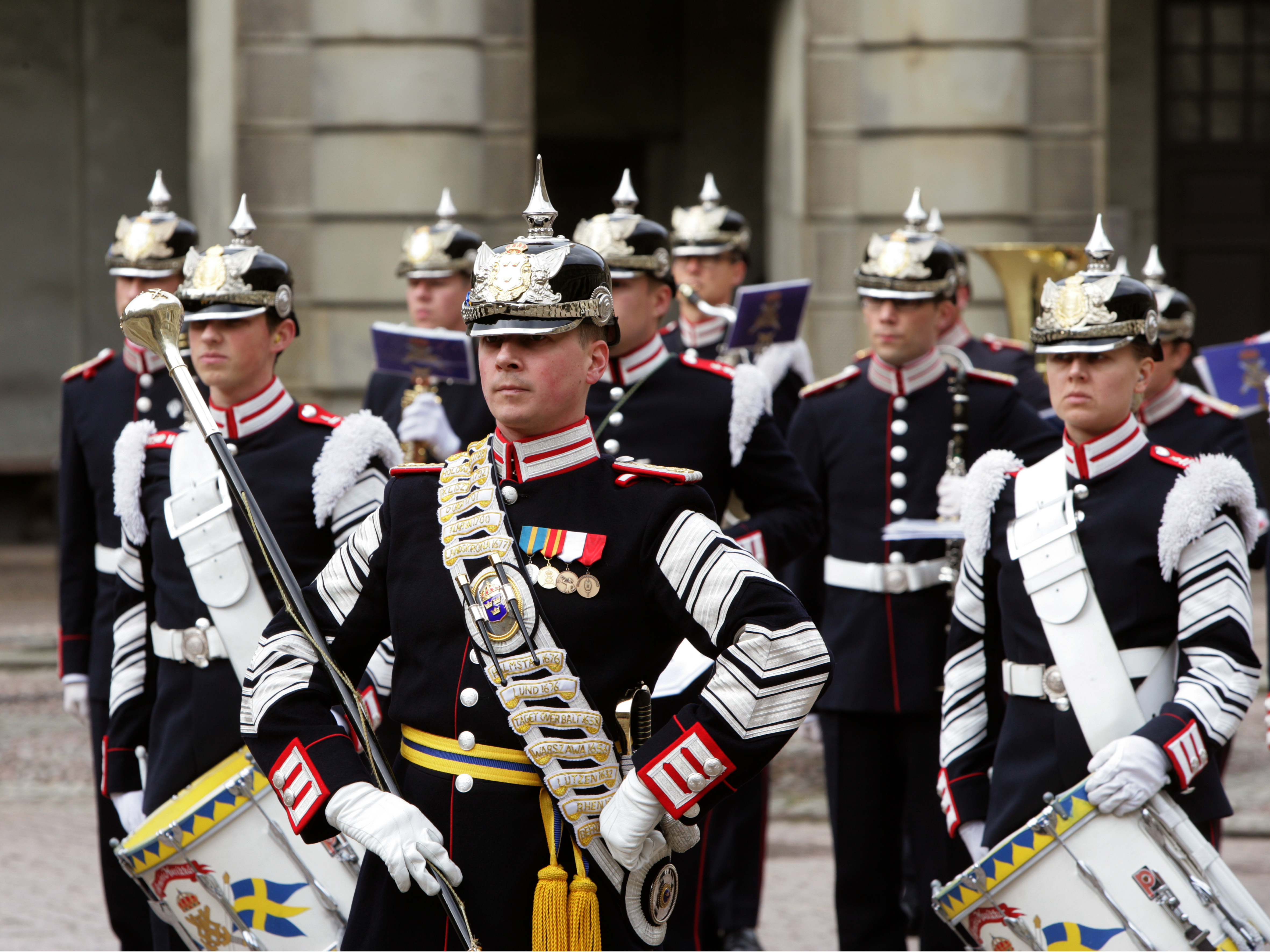
Der Stabstambour 2017
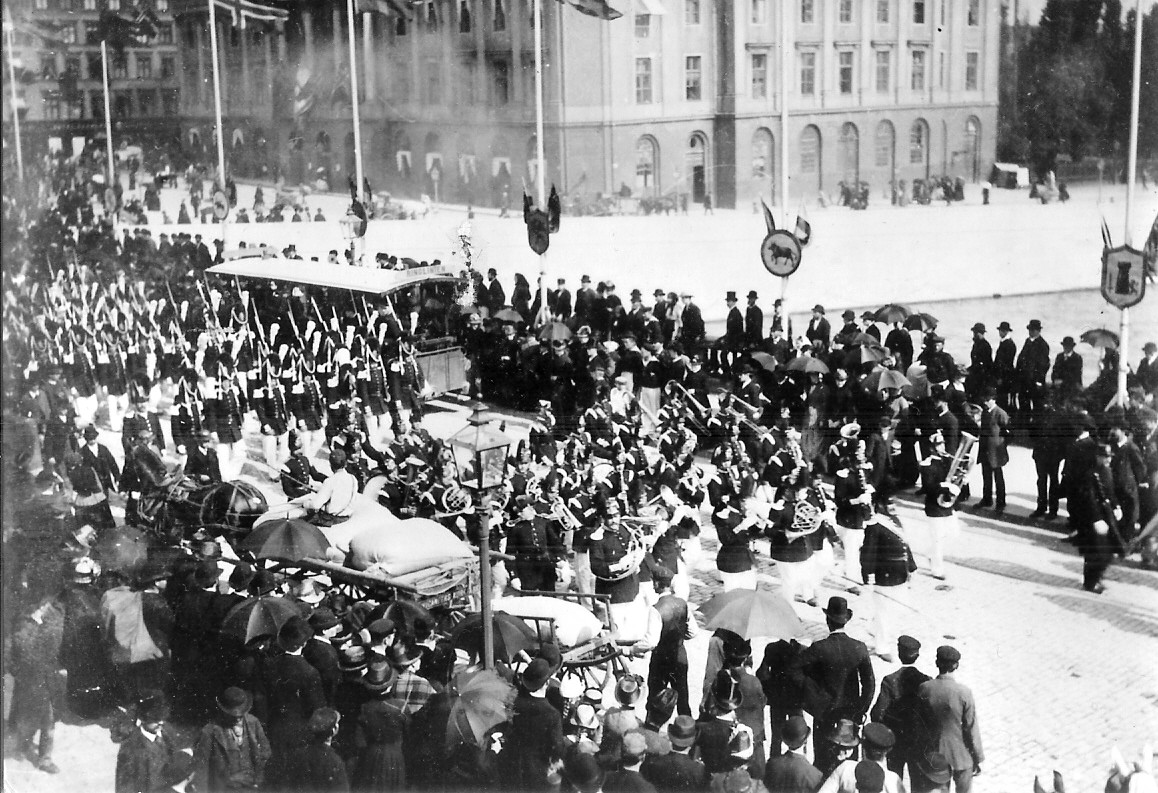
Die Leibgarde 1870
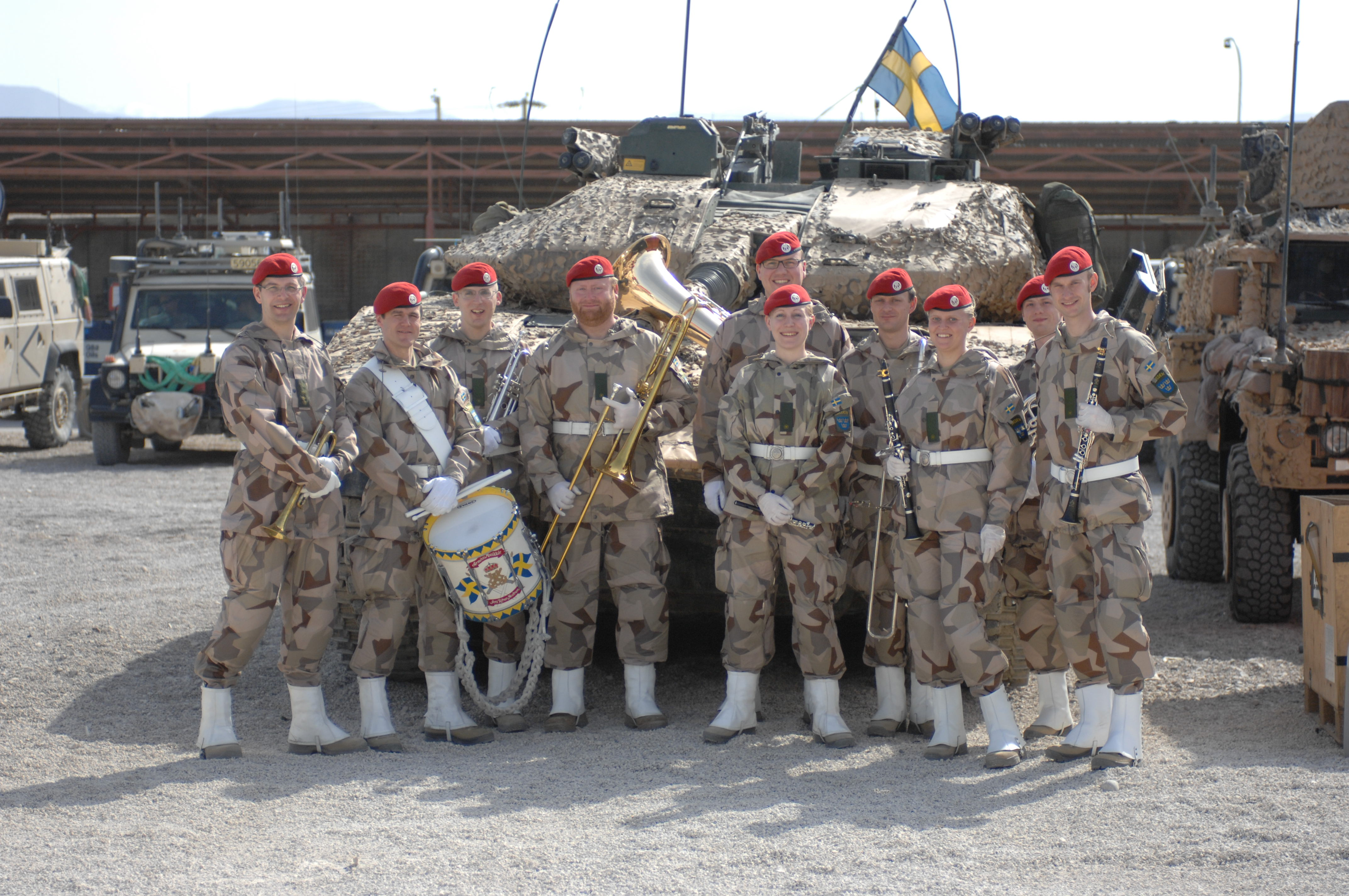
AMK in Afghanistan 2013
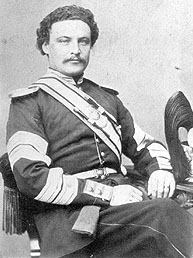
"Schöner Herrmann" Stabstambour 1860
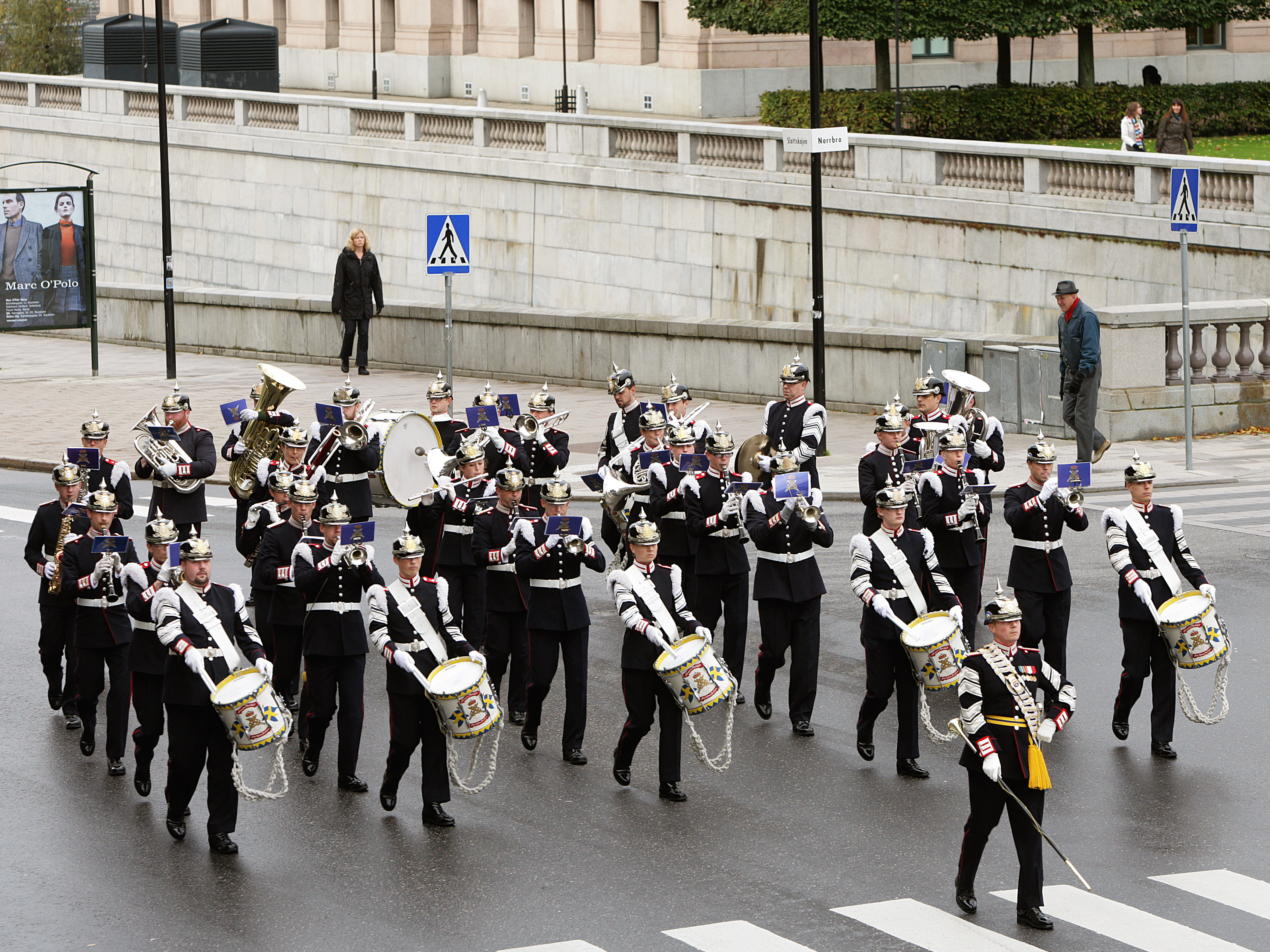
AMK Vaktparad
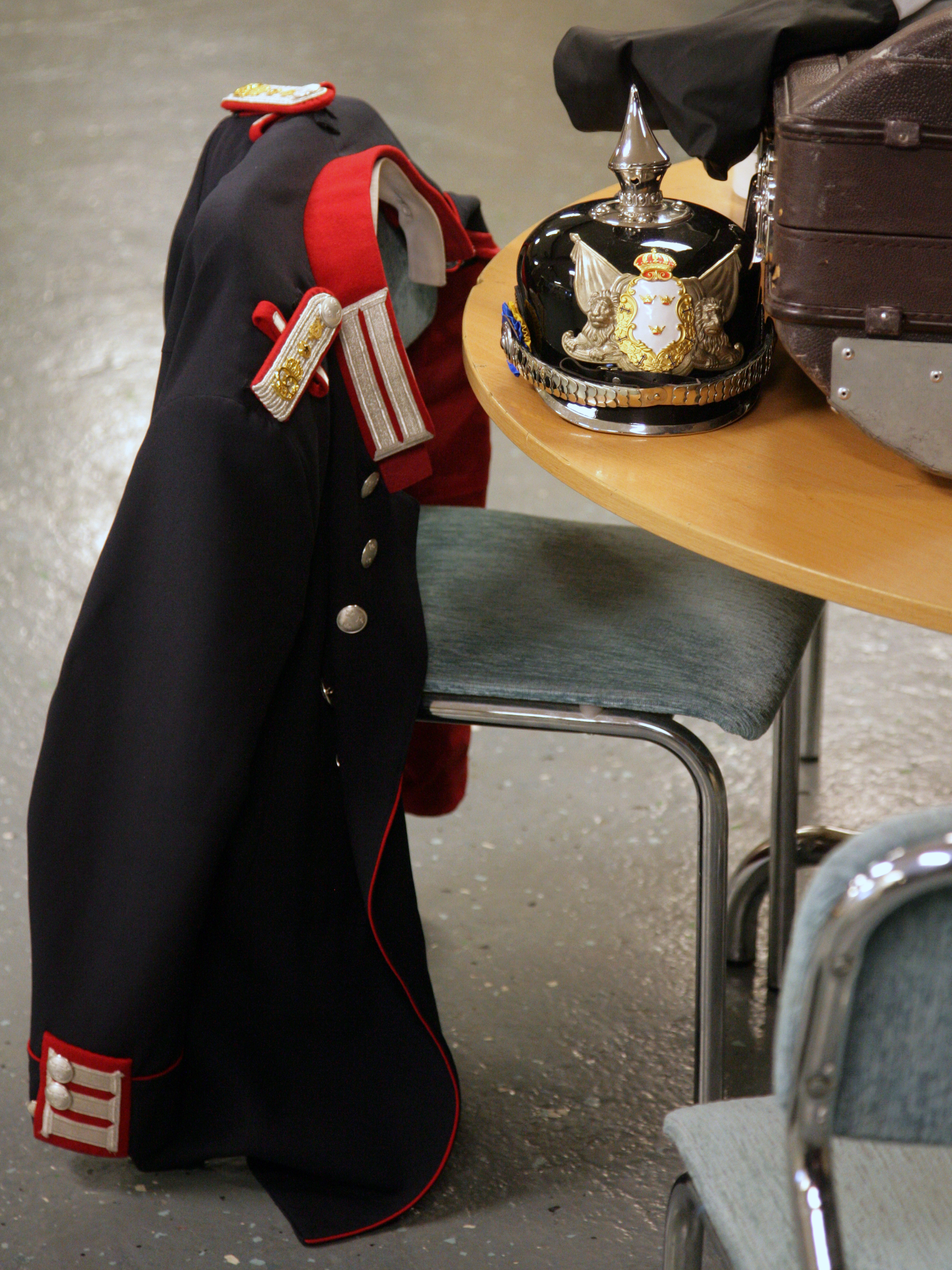
Uniform m/1886 Oberfeldwebel